# Télécom ParisTech
Télécom ParisTech, dawniej École nationale supérieure des télécommunications - ENST) – francuska grande école w Paryżu, specjalizująca się w telekomunikacji i informatyce.
Została założona w 1878 jako École supérieure de télégraphie, przekształcona później w École professionnelle supérieure des postes et télégraphes.
Dyplom inżyniera z Télécom ParisTech jest równoważny polskiemu tytułowi magistra inżyniera. Jeden rocznik uczelni składa się z 250 studentów, w tym zwykle obcokrajowcy stanowią jedną czwartą. Nauczanie obejmuje elektronikę, przetwarzanie sygnałów, inżynierię informatyczną, techniki sieciowe, ekonomię oraz wiele innych zagadnień